# Interstellar: Călătorind prin univers
Interstellar este un film științifico-fantastic regizat de Christopher Nolan, lansat în noiembrie 2014. În rolurile principale sunt Matthew McConaughey, Anne Hathaway, Jessica Chastain, Bill Irwin, Ellen Burstyn și Michael Caine. Filmul prezintă povestea unei echipe de exploratori spațiali care călătoresc printr-o gaură de vierme, în încercarea de a găsi o nouă planetă locuibilă, după ce, pe pământ, viața devenise imposibilă.

## Dublajul în limba română
Dublajul a fost realizat de studiourile BTI
- Sorin Ionescu - Cooper
- Anda Tămăşanu - Amelia Brand
- Alina Leonte - Murphy
- Petre Ghimbășan - TARS
- Mirela Corbeanu - Murph (Old Woman)
- Ion Abrudan - Profesorul John Brand
- Paul Zurbău - Tom
- Richard Balint - Getty
- Alexandru Rusu - Donald/Naratorul
- Florian Silaghi - Romilly
- Eugen Neag - Doyle
- Carina Chereji - Chloe
- Sebastian Lupu - School Principal
- Patrick Negrean - Mann
- Alin Stanciu - Administrator
- Gabriela Codrea - Lois
- Ion Ruscuţ - Williams

## Prezentare
În viitor, plantele agricole sunt distruse de o mană, doar porumbul mai putând fi cultivat pentru o perioadă, lucru care duce la prăbușirea civilizației și deșertificarea planetei. Fostul pilot NASA Cooper (Matthew McConaughey) se ocupă de o fermă alături de familia sa. Murphy (Mackenzie Foy/Jessica Chastain), fiica de 10 ani a lui Cooper, crede că în camera sa se află o fantomă care încearcă să comunice cu ea. Ei descoperă că "fantoma" este o inteligență necunoscută care trimite mesaje codate prin intermediul undelor gravitaționale, lăsându-le în praf coordonatele binare ale unei instalații secrete NASA condusă de profesorul John Brand (Michael Caine). Brand le dezvăluie că în sistemul solar a apărut o gaură de vierme, aparent creată de o inteligență extraterestră, prin care se poate ajunge la planete din altă galaxie, planete care le pot da speranța că omenirea va supraviețui în altă parte. "Misiunile Lazar" ale NASA au identificat trei lumi potențial locuibile care orbitează gaura neagră Gargantua: planetele Miller, Edmunds și Mann, numite după astronauții care au coborât pe ele pentru a le cerceta. Brand îl recrutează pe Cooper ca pilot al navei spațiale Endurance pentru a pleca să recupereze datele celor trei astronauți; dacă una dintre planete este locuibilă, omenirea va merge acolo pe stații spațiale. Plecarea lui Cooper o devastează pe Murphy, cei doi despărțindu-se urât.
Pe Endurance, Cooper se întâlnește cu fiica lui Brand, biotehnicianul Amelia (Anne Hathaway); cu cercetătorii Romilly (David Gyasi) și Doyle (Wes Bentley). Din echipaj mai fac parte roboții TARS și CASE. Ei intră prin gaura de vierme și merg pe planeta Miller, dar descoperă că planeta este prea aproape de Gargantua fiind afectată de o severă dilatare gravitațională a timpului: fiecare oră petrecută la suprafața planetei înseamnă șapte ani în spațiul cosmic normal sau pe Pământ. O echipă coboară pe planetă dar se dovedește neprimitoare fiind acoperită de un ocean de mică adâncime străbătut de numeroase tsunami. În ceea ce Amelia încearcă să recupereze datele lui Miller, un val uriaș apare, omorându-l pe Doyle și întârziind plecarea navetei. Când ceilalți revin pe Endurance, 23 de ani au trecut deja.
Pe Pământ, Murphy (Jessica Chastain) este deja adultă și lucrează ca cercetător NASA ajutându-l pe profesorul Brand cu o ecuație care va permite NASA să lanseze stații spațiale prin manipularea gravitației. Pe patul de moarte, Brand recunoaște că a rezolvat deja ecuația și că a determinat că proiectul este imposibil. Nu și-a făcut cunoscute concluziile sale mai devreme pentru a păstra speranța celorlalți și și-a pus credința în "Planul B": folosirea embrionilor congelați de la bordul lui Endurance pentru întemeierea unei noi omeniri pe una din cele trei planete. Cu toate acestea, Murphy concluzionează că ecuația lui Brand ar putea funcționa dacă ar avea date suplimentare privind singularitatea unei găuri negre.
Datorită nivelului scăzut de combustibil, Endurance mai poate vizita doar o planetă din cele două înainte de a reveni pe Pământ. După un vot tensionat, echipajul hotărăște să meargă pe planeta Mann, de unde Mann încă mai transmite date. Cu toate acestea, ei descoperă că planeta este rece și neprimitoare. Mann (Matt Damon) a știut întotdeauna că Planul B este cel care va fi aplicat și a falsificat datele despre locuibilitatea planetei sale, doar pentru ca Endurance să-l salveze. Mann sparge vizorul lui Cooper și-l lasă să moară, apoi fuge spre Endurance cu o navetă; Romilly este ucis de o bombă programată de Mann pentru a-și proteja secretul. Amelia îl salvează pe Cooper cu o altă navetă. Cei doi ajung pe Endurance în timp ce Mann începe o procedură necorespunzătoare de andocare. Sasul explodează, ucigându-l pe Mann și cauzând daune grave navei Endurance care începe să se rotească și să cadă spre stratosfera planetei. Cooper pilotează însă naveta pentru a o aduce pe Endurance sub control.
Aproape fără combustibil, Cooper și Amelia intenționează să folosească gaura neagră Gargantua ca pe o praștie gravitațională astfel încât să înscrie nava Endurance pe un curs care o va duce spre planeta Edmunds. Datorită gravitației uriașe, trec alte câteva decenii pe Pământ în timp ce Endurance orbitează gaura neagră. TARS și Cooper se desprind cu naveta de pe Endurance, sacrificându-se pentru ca nava și Amelia să scape de gaura neagră.  TARS și Cooper cad în gaura neagră și ajung într-un "tesseract" extra-dimensional, în care timpul este ca o dimensiune spațială. Cooper are acces la diferite portaluri care arată frânturi din dormitorul copilăriei lui Murphy la momente diferite. Cooper își dă seama că ființele extraterestre sunt de fapt oameni din viitor care au construit acest spațiu, astfel încât el poate comunica cu Murphy pentru a salva omenirea. Folosind undele gravitaționale, Cooper codifică datele lui TARS privind singularitatea în ceasul lui Murphy, permițându-i acesteia să rezolve ecuația lui Brand și astfel omenirea să poată evacua Pământul în stații spațiale NASA. Cooper se trezește la bordul unei astfel de stații spațiale și se întâlnește cu Murphy (Ellen Burstyn), acum înaintată în vârstă, cea care a condus exod omenirii. Murphy îl convinge pe Cooper s-o caute pe Amelia care a naufragiat pe planeta Edmunds și a pus în acțiune planul B, pentru ea nu a trecut decât puțin timp de la despărțirea de Cooper.

## Distribuție
- Matthew McConaughey în rolul lui Cooper[6]
- Anne Hathaway[7]
- Jessica Chastain[7]
- Bill Irwin[7]
- Ellen Burstyn[7]
- Michael Caine[7]
- Casey Affleck[7]
- Topher Grace[7]
- John Lithgow[7]
- David Gyasi[7]
- Wes Bentley[7]
- Mackenzie Foy[7]
- Timothée Chalamet[7]
- David Oyelowo[7]
- Matt Damon[8]
- Elyes Gabel[9]
- Leah Cairns[10]
- William Devane[11]

## Producție
- Christopher Nolan – regizor, producător, co-scenarist
- Jonathan Nolan – co-scenarist
- Emma Thomas – producător
- Lynda Obst – producător
- Hoyte van Hoytema – cameraman
- Nathan Crowley – designer de producție
- Mary Zophres – designer de costume
- Lee Smith – editor
- Hans Zimmer – compozitor
- Paul Franklin – supervisor de efecte vizuale
- Kip Thorne – consultant, producător executiv